# Dasyhesma boharti
Dasyhesma boharti är en biart som beskrevs av Exley 2004. Dasyhesma boharti ingår i släktet Dasyhesma och familjen korttungebin. Inga underarter finns listade i Catalogue of Life.